# Snu (Film)
Snu ist ein Filmdrama der portugiesischen Filmregisseurin Patrícia Sequeira aus dem Jahr 2019. Es ist ein Biopic über die dänische Verlegerin und Frauenrechtlerin Snu Abecassis.

## Handlung
Die dänische Verlegerin Snu Abecassis führt in Portugal ihren engagierten Verlag Dom Quixote. Als sie am 6. Januar 1976 den portugiesischen Politiker Francisco Sá Carneiro trifft, verlieben sich die beiden.
Es ist ein ungleiches Paar: sie ist eine progressive linksliberale Verlegerin, die sich für die Gleichberechtigung der Frau engagiert, während er Spitzenpolitiker der liberal-konservativen Partei PSD/PP ist. Sie hat drei Kinder von ihrem ersten Mann, er hat fünf Kinder von seiner ersten Frau, und beide sind noch nicht geschieden, wenn auch beide in Trennung lebend. Als ihre Beziehung bekannt wird, gerät das Paar unter Druck, denn ein Parteichef, der in einer unehelichen Beziehung mit einer unangepassten und vor allem noch verheirateten Frau lebt, ist für viele konservative Funktionäre und Wähler der Partei inakzeptabel.
Sá Carneiro bekennt sich öffentlich zu Snu. Die beiden teilen demokratische und liberale Überzeugungen, und Sá Carneiro erklärt öffentlich, er werde sich für Snu entscheiden, sollte er vor die Wahl gestellt werden zwischen einem politischen Amt und der Frau, die er liebt. Das öffentliche Interesse an dem häufig als Traumpaar, bei konservativen Schichten aber weiter als Skandalbeziehung gesehenem Liebespaar bleibt hoch. Als Sá Carneiro aussichtsreicher Spitzenkandidat für das Amt des Regierungschefs in der anstehenden Parlamentswahl 1979 wird, nimmt der innerparteiliche Druck zu. Snu tritt den Anfeindungen selbstbewusst gegenüber, kann sie aber nicht verhindern.
Sá Carneiro gewinnt die Wahl 1979 und wird Anfang 1980 Regierungschef in Portugal. Snu tritt dabei stets als selbstbewusste und gleichberechtigte Frau an seiner Seite auf, setzt sich für Frauenrechte ein und führt weiter ein unabhängiges Leben als Verlegerin.
Als das Paar sich am 4. Dezember 1980 in einem Cessna-Flugzeug auf dem Weg nach Porto begibt, zusammen mit dem Verteidigungsminister und dessen Gattin, stürzt dies bei Camarate ab, kurz nach dem Start in Lissabon. Alle Insassen sterben bei dem nie restlos aufgeklärten und von Legenden und Gerüchten umrankten Unglück. Die Öffentlichkeit ist schockiert, und die romantische Liebesbeziehung zwischen Snu und Sá Carneiro wird zu einer der großen Liebesgeschichten des 20. Jahrhunderts.

## Rezeption
Der Film kam am 7. März 2019 in die portugiesischen Kinos, wo er mit 83.163 Besuchern ein Publikumserfolg wurde und zu den größten Erfolgen des portugiesischen Kinos des Jahres wurde.
Er war danach für die wichtigsten portugiesischen Filmpreise in verschiedenen Kategorien nominiert, so bei den Prémios Sophia, dem Globo de Ouro, den Filmpreisen der SPA und den CinEuphoria Awards. Bei den CinEuphoria wurde er auch ausgezeichnet, ebenso bei den Prémios Aquila und Prémios Fantastic.
Snu erschien 2019 bei NOS Audiovisuais als DVD.
Am 21. September 2020 wurde Snu erstmals im portugiesischen Fernsehen ausgestrahlt, bei RTP1, wo er am 30. Juni 2021 nochmals gezeigt wurde.